# 祁集镇
祁集乡，是中华人民共和国安徽省淮南市潘集区下辖的一个乡镇级行政单位。

## 行政区划
祁集乡下辖以下地区：
祁集社区、祁圩社区、陈湖村、曹岗村、陈郢村、劝桥村、黄岗村和许岗村。